# Pratz (Alto Marne)
Pratz era una comuna francesa, situada en el departamento de Alto Marne, de la región de Gran Este, que en 1973pasó a ser una comuna asociada de la comuna de Colombey-les-Deux-Églises.

## Historia
El 1 de enero de 2017 pasó a ser una comuna delegada de la comuna nueva de Colombey-les-Deux-Églises al fusionarse las comunas de Colombey-les-Deux-Églises y Lamothe-en-Blaisy.

## Demografía
| Gráfica de evolución demográfica de Pratz entre 1800 y 2014 |
|                                                             |

Los datos demográficos contemplados en este gráfico de la comuna de Pratz se han cogido de 1800 a 1968 de la página francesa EHESS/Cassini. Los demás datos se han cogido de la página del INSEE.